# 第一代克拉伦登伯爵爱德华·海德
第一代克拉伦登伯爵爱德华·海德（英語：Edward Hyde, 1st Earl of Clarendon，1609年2月18日—1674年12月9日），是一名英格兰历史学家和政治家。他是玛丽二世和安妮女王的外祖父。他虔誠地信仰英国国教，是查理一世和查理二世时期的元老重臣。英國內戰爆發後他成為保王黨重臣，在查理二世流亡與回國復辟時，他以首席顧問的身分盡心輔佐，並在1660-1667年成為英國的宰相兼大法官，主持英國政務；他也是《英国叛乱和内战史》的作者。

## 傳記

### 早期生活
爱德华·海德毕业于牛津大学马格达学院，后在伦敦中殿律师学院进修法律。1633年，他擔任司法體系的檢察官，很快就獲得良好的職位與評價，並拓展他在法律界的人脈。

### 政治生涯與內戰
他在1640年作为为查理一世筹集对苏格兰战争费用而召开的短期议会（1640年4-5月）议员而走入政界。后来又成为内战期间反对查理的长期议会的议员。他以批评国王征收“船税”和其他新政策的面目出现，参与抨击滥用君权，并促进废除法庭和各委员会。但他抵制可能永久损害国王、上院和下院之间均衡关系的措施。并反对为左右国王任命大臣权利所做的努力。从开始起，他即支持英国国教，为此受到查理一世的嘉奖。而作为议会党人，他却反对处死国王的主要顾问之一的斯特拉福德伯爵，并抵制取消主教团制度的法案。
随着下院于1641年11月通过大抗议书，要求在任命大臣和改革教会方面拥有发言权，这使得在查理一世和议会之间进行调停变得更加困难，隔年（1642年）内战正式開火。此后海德决定作为国王的顾问进行幕后活动。从1643年起，作为枢密顾问和财政大臣，他试图减弱军事领导人的影响。他建议查理于1643年12月在牛津召开会议，但此举仅获得有限的成功。一年后他承认威斯敏斯特为正式议会。海德审谨的立宪主义已经没有可能实现，加上他與王后亨莉雅妲·瑪利亞頗為不和，于是他被任命为威尔斯親王（後來的查理二世）的监护人，作为对他的安置。
1645年3月，海德离开查理一世，1646年4月陪同王子前往泽西岛。随后王后命令王子移居巴黎，他劝阻无效。海德感到已无力影响事态的发展，乃着手撰写《英国叛乱和内战史》，以期岁当前的错误所作出的解释能够指导未来的国王。雖然他和查理一世之間有意見上的分歧，但1649年他得知國王被克倫威爾處決之後，心中滿是驚懼交加與萬分悲痛，畢竟他一直崇敬地感念查理一世。
1651年秋查理二世进攻英格兰失败后逃回法国，海德在巴黎与他重新会合。後來海德受命至西班牙進行外交任務，任務雖不成功，他卻因忠心而成為查理二世的首席顧問。後來他跟随查理于1654年到科隆，1656年至布鲁日。
他的目的是阻止查理二世放弃英国国教信仰，因为这将妨碍国王和他的臣民之间的和解。虽然他鼓励从内部反对当时的英国实际统治者护国公克伦威尔，但他坚决反对重新征服英国计划，认为这只会促使拥护共和政体的各个派别重新联合。与此同时，他密切注视英国事态的发展。

### 王政復辟

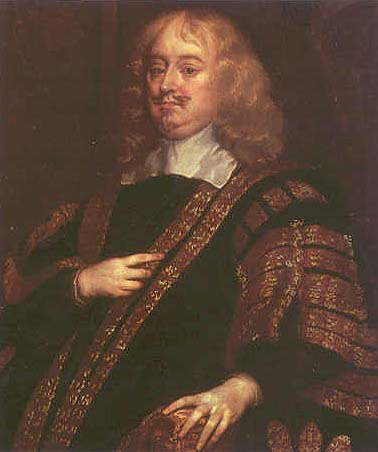
克拉倫登伯爵作為忠心耿耿的保王派第一人，終於在1660-1667年間擔任英國的大法官兼宰相

1658年克伦威尔去世后，长老派提出的恢复君主制的建议被接受，同年，为报答他们，海德被任命为大法官。1660年查理二世宣布的《布雷达宣言》（赦免內戰中的所有反王黨人士）由他主筆並体现了他的信念，即只有成立一个以善意配合国王意图的自由的议会才能带来和解。《布雷达宣言》也帶來了查理二世的王位復辟，使其於1660年五月登基為英王。
1661年，他被查理二世封为克拉伦登伯爵，受命組織樞密院執政，並與與新召開的骑士议会（Cavalier Parliament）協調復辟的細節安排，當時他被認為是賢明而稱職的宰相。他担任大法官期间（1660～1667），控制了樞密院與所有國政事务，滿足國會的意願而制定了一系列法案，這些法案以他為名，通稱為克拉伦登法案（Clarendon Code）。1660年他的女儿安妮·海德和王弟約克公爵结婚，此婚姻使他成为安妮女王和玛丽女王的外祖父。他应对诸如1662年出售敦刻尔克（由克伦威尔取得）给法国等不得人心的决定负责。

### 晚年和流亡

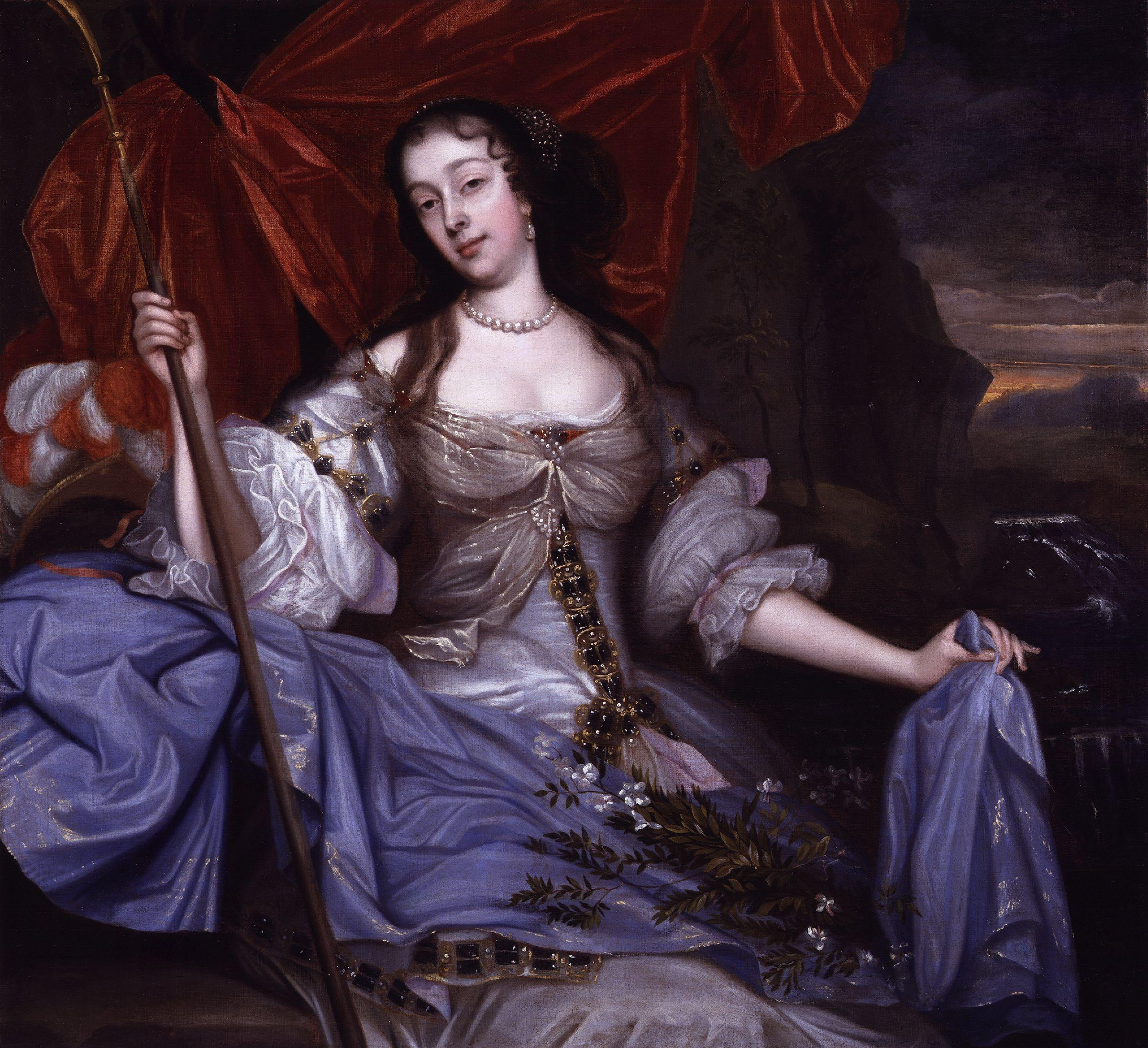
芭芭拉·帕爾瑪，查理二世在1660年代最得寵的情婦。克拉倫登伯爵對她的嚴詞批判，替自己增加一個強猛的政敵，也導致國王與他的情誼生變

由于他公开批评查理二世好色偷情、道德败坏，破坏了他们之间旧有的情谊，议会也决定以他作为倫敦大火（1666年）與第二次英荷战争（1665-1667年）的代罪羊。1667年10月他被议会弹劾，免去大法官的职位。后来由于受到将由特别法庭进行审讯的威胁，他被迫流亡至法国，度过余生。
他决心为自己辩护，开始撰写自传，1671年他儿子劳伦斯获准前往探视，带去包括40年代未完成的《英国叛乱和内战史》手稿，克拉伦登于是完成了这部史书，插入大量自传里的章节。他死后葬在威斯敏斯特教堂（西敏寺）。

## 家庭
克拉倫登結過兩次婚。首次在1629年，他與Grittenham的阿利飛·喬治爵士之女兒安妮結婚，安妮6個月之後過世，使他非常的悲痛。
第二次婚姻是在1634年，他與弗朗西絲結婚了，新娘是托馬斯爵士艾爾斯伯里的女兒。他似乎一直是一個良好、忠實的丈夫，和弗朗西絲維持著親密、溫柔甜蜜的婚姻。兩人共有六名長大成人的子女，但弗朗西絲卻先在1667年過世，讓他心力交瘁，無法處理政務。
他有两个儿子，长子亨利，第二克拉伦登伯爵；次子劳伦斯，第一罗彻斯特伯爵，财政大臣，爱尔兰总督，枢密院议长，托利党高教派领袖。其中一個女兒安妮·海德（1637-1671），於1659年秘密嫁給流亡中的約克公爵，查理二世在1660登基後，為兩人舉辦隆重的正式婚禮。安妮育有兩個新教女兒——玛丽和安妮，後來先後成為英國女王。

## 另見
- 《克拉倫登法案》（Clarendon Code）